# Armies of Exigo
Armies of Exigo is een fantasie/strategiecomputerspel. Het spel werd gecreëerd door Black Hole Entertainment en verdeeld over Electronic Arts. Het verhaal speelt zich af in de fantasierijke wereld van Noran, die gedoopt is een catastrofale oorlog nadat 'hordes van 'The beast een onverwachte aanval lanceerden op het mensen- en elfenrijk. Terwijl de twee rassen het uitvechten, kan een derde ras, The Fallen, plannen om de wereld over te nemen zodat het een 500 jaar oude profeet over de wereld los kan laten. Het verhaal wordt verteld over 36 missies die gelijk verdeeld zijn over de drie rassen. Een uniek aspect van het spel is dat het een "ondergrondse modus" heeft. Dit maakt het spel uitdagender aangezien er veel kans is dat je op twee fronten moet werken en een vijandig leger kan zomaar uit een onverwachte hoek komen.

## Gameplay
De gameplay van het spel is bijna gelijk aan die van Warcraft III. Er zijn drie soorten legers in het spel namelijk: The Empire (dit is de menselijke kant), The Fallen (een insectachtig monsterras), en The Beasts (een groep van grote beestachtige schepselen). De speler moet in het spel grondstoffen verzamelen (zoals goud, hout en edelstenen) om eenheden en gebouwen te produceren, en om magische krachten te onderzoeken en opwaarderingen te kopen. De speler kan ook eenheden selecteren en hun orders geven zoals dat ze moeten aanvallen, bewegen of gebouwen bouwen. De verschillende types eenheden kunnen gebouwd worden bij verschillende gebouwen.